# ザ・グルーヴ
ザ・グルーヴ（英: The Groove）はインドネシアのポップ・グループ。ジャカルタで結成された。
1999年にアルバム「Kuingin」でデビューしたアシッド・ジャズのグループである。ワーナー・ミュージック・インドネシアが2002年に発表したコンピレーション・アルバム「クリア・トップ10アルバム」に彼らのポップなダンス曲、ストリングスと打ちこみを多用した「Khayalan」が収録されている。

## ディスコグラフィー

### アルバム
- Kuingin (1999)
- Mata, Telinga dan Hati (2001)
- Hati Hati (2004)
- Forever U'll Be Mine (2016)

### コンピレーション・アルバム
- The Best of The Groove (2005)